# Сенегальская альциона
Сенега́льская альцио́на (лат. Halcyon senegalensis) — вид птиц семейства зимородковых, обитающая в тропической Африке. Выделяют три подвида.

## Описание
Сенегальская альциона длиной 23 см. Спина, хвост и крылья ярко синего цвета. Голова, затылок и нижняя сторона белые, а плечи чёрные. Большой клюв красный сверху и чёрный снизу. Ноги красные. Оба пола выглядят похоже, молодые птицы чуть менее красочны. Призывный крик этой птицы — громкая трель.

## Местообитание
Сенегальская альциона распространена преимущественно на экваторе в пределах обоих 8-ми градусов широты. Северные и южные популяции мигрируют в засушливый период к экватору. Обитает в лесистых областях с несколькими деревьями, а также вблизи человеческих поселений. Птица защищает свою территорию от незваных гостей, включая человека.

## Размножение
Сенегальская альциона гнездится в дуплах деревьев, устроенных дятлами. Кладка состоит из 2—3 круглых белых яиц. Насиживание длится 13—14 дней. Обе родительских птицы кормят птенцов. По прошествии 22-24 дней молодые птицы остаются ещё примерно 5 недель с родителями.

## Питание
Из укрытия в полутени сенегальская альциона охотится на крупных насекомых, членистоногих, улиток, рыб и лягушек.